# Authumes
Authumes é uma comuna francesa na região administrativa de Borgonha-Franco-Condado, no departamento Saône-et-Loire. Estende-se por uma área de 13,06 km². Em 2010 a comuna tinha 267 habitantes (densidade: 20,4 hab./km²).